# Toturita
La toturita es un mineral de la clase de los silicatos que pertenece al grupo de los granates. Recibe su nombre en honor del río Totur, el cual pasa por la villa de Eltyubyu, cerca de la localidad tipo. Además, Totur es el nombre de un dios balkario.

## Características químicas
La toturita es un silicato de fórmula química Ca3Sn2(SiFe3+
2)O12 que cristaliza en el sistema isométrico.
Según la clasificación de Nickel-Strunz, la toturita pertenece a "9.AD - nesosilicatos sin aniones adicionales; cationes en [6] y/o mayor coordinación" junto con los siguientes minerales: larnita, calcio-olivina, merwinita, bredigita, andradita, almandino, Calderita, goldmanita, grossulária, henritermierita, hibschita, hidroandradita, katoíta, kimzeyita, knorringita, mayoritaria, morimotoíta, vogesita, schorlomita, spessartina, uvarovita, wadalita, holtstamita, kerimasita, momoiíta, eltyubyuíta, coffinita, Hafnón, torita, thorogummita, Zircón, stetindita, huttonita, tombarthita-(Y), eulitina y reidita.

## Formación y yacimientos
La toturita fue descubierta en el monte Lakargi, en la caldera Verkhnechegemskaya (Kabardia-Balkaria, Cáucaso del Norte, Rusia). Se trata del único lugar donde ha sido encontrada esta especie mineral.